# Zemplínska Nová Ves
Zemplínska Nová Ves ist eine Gemeinde im Osten der Slowakei mit 926 Einwohnern (Stand 31. Dezember 2024), die zum Okres Trebišov, einem Kreis des Košický kraj, gehört. Sie ist Teil der traditionellen Landschaft Zemplín.

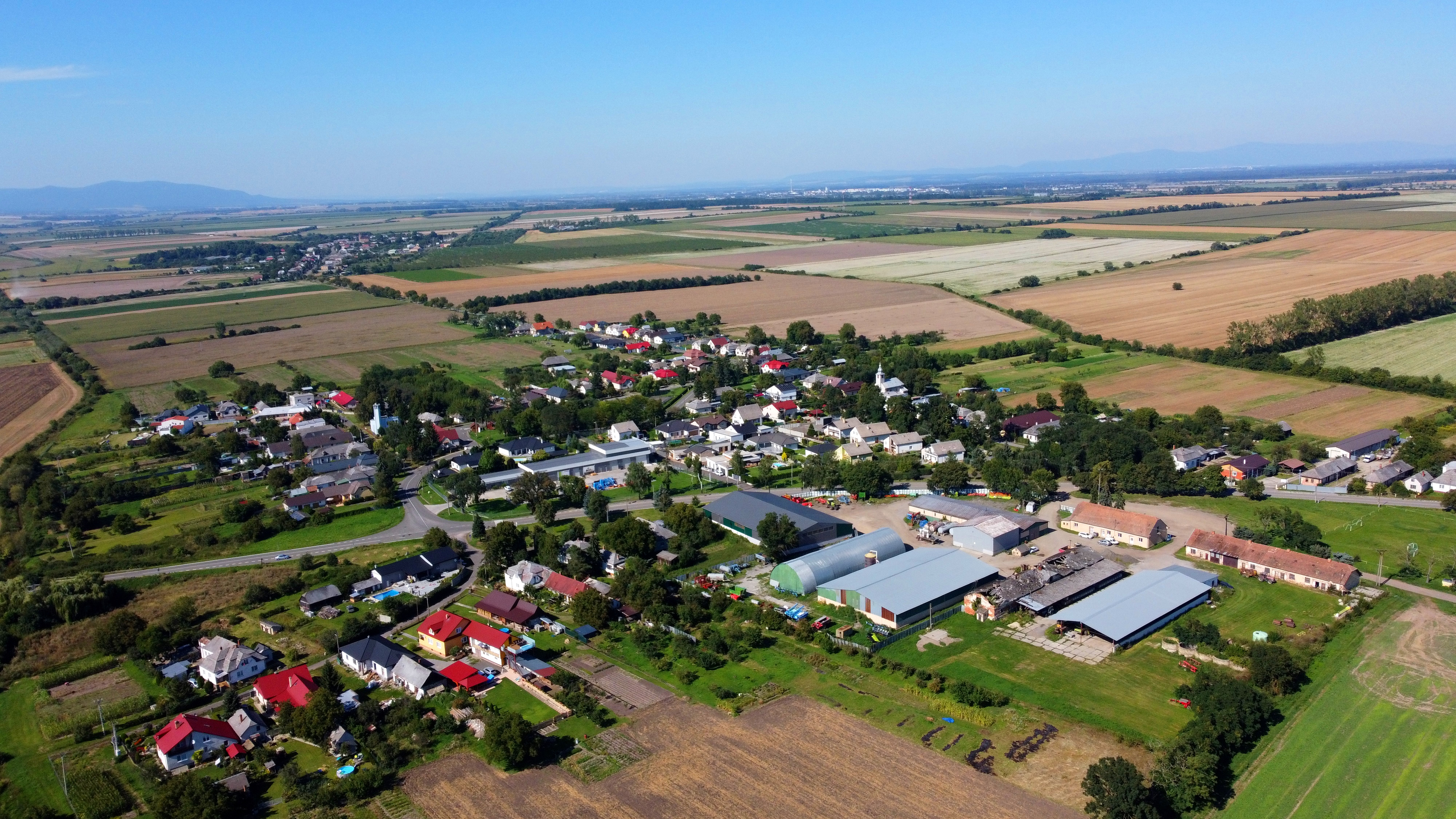
Blick zum Ort

## Geographie
Die Gemeinde befindet sich im südwestlichen Teil des Ostslowakischen Tieflands am Bach Chlmec. Das Ortszentrum liegt auf einer Höhe von 127 m n.m. und ist 14 Kilometer von Trebišov entfernt.
Nachbargemeinden sind Nižný Žipov im Nordwesten und Norden, Čeľovce im Norden, Trebišov im Nordosten, Zemplínske Hradište und Kožuchov im Osten, Zemplínsky Branč im Südosten, Lastovce im Süden und Stanča im Westen.

## Geschichte
Die Gemeinde entstand 1964 durch Zusammenschluss der Orte Stanča, Úpor (ungarisch Upor) und Zemplínsky Klečenov (1927–1948 slowakisch „Klečenov“ – bis 1927 „Kľačanov“; ungarisch Zemplénkelecsény – bis 1907 Kelecseny oder Kelecsény). Stanča ist seit 1990 wieder eine selbstständige Gemeinde und trennt die beiden verbleibenden Ortsteile voneinander.
Der ältere Ortsteil ist Zemplínsky Klečenov, der ersturkundlich im Jahr 1263 als Kulchun beziehungsweise Kulchen erwähnt wurde und Besitz des Landadels war. 1601 lag er in der Herrschaft von Trebišov. 1715 gab es drei verlassene und zwei bewohnte Haushalte, 1787 hatte die Ortschaft 38 Häuser und 261 Einwohner, 1828 zählte man 50 Häuser und 381 Einwohner, die als Landwirte und Winzer tätig waren.
Úpor wurde zum ersten Mal 1290–1300 als Wpur schriftlich erwähnt und war Besitz des örtlichen Landadels, der sein Prädikat vom Ortsnamen ableitete. Später war das Dorf Besitz des Geschlechts Perényi (1557) sowie der Familien Dobó, Rákóczi, Aspremont (im 18. Jahrhundert) und Széchenyi (im 20. Jahrhundert). 1557 wurden anderthalb Porta verzeichnet, 1715 gab es acht verlassene und sechs bewohnte Haushalte. 1787 hatte die Ortschaft 33 Häuser und 258 Einwohner, 1828 zählte man 55 Häuser und 436 Einwohner, die als Landwirte tätig waren. Die Einwohner nahmen am Ostslowakischen Bauernaufstand von 1831 teil.
Bis 1918/1919 gehörten die im Komitat Semplin liegenden Orte zum Königreich Ungarn und kamen danach zur Tschechoslowakei beziehungsweise heutigen Slowakei.

## Bevölkerung
| Jahr                | 1994 | 2004    | 2014    | 2024    |
| ------------------- | ---- | ------- | ------- | ------- |
| Anzahl der Personen | 883  | 954     | 900     | 926     |
| Unterschied         |      | +8,04 % | −5,66 % | +2,88 % |

| Jahr                | 2023 | 2024    |
| ------------------- | ---- | ------- |
| Anzahl der Personen | 922  | 926     |
| Unterschied         |      | +0,43 % |

Nach der Volkszählung 2011 wohnten in Zemplínska Nová Ves 911 Einwohner, davon 837 Slowaken, jeweils sechs Roma und Tschechen, vier Magyaren und ein Ukrainer. 22 Einwohner machten keine Angabe zur Ethnie.
457 Einwohner bekannten sich zur römisch-katholischen Kirche, 260 Einwohner zur griechisch-katholischen Kirche, 19 Einwohner zu den Zeugen Jehovas, neun Einwohner zur reformierten Kirche, acht Einwohner zur orthodoxen Kirche und vier Einwohner zur Evangelischen Kirche A. B. 10 Einwohner waren konfessionslos und bei 17 Einwohnern wurde die Konfession nicht ermittelt.

## Bauwerke und Denkmäler
- Griechisch-katholische Dreifaltigkeitskirche im Ortsteil Úpor

## Verkehr
Durch Zemplínska Nová Ves führen die Cesta III. triedy 3672 („Straße 3. Ordnung“) in Zemplínsky Klečenov, mit Anschluss an die Cesta II. triedy 552 („Straße 2. Ordnung“) sowie die Cesta III. triedy 3662 in Úpor. Im letztgenannten Ort besteht eine Haltestelle an der Bahnstrecke Michaľany–Łupków.